# Diecezja Montería
Diecezja Montería (łac. Dioecesis Monteriensis, hisz. Diócesis de Montería) – rzymskokatolicka diecezja ze stolicą w Montería, w Kolumbii. Jest sufraganią archidiecezji Cartagena de Indias.
W 2023 na terenie diecezji pracowało 6 zakonników i 69 sióstr zakonnych.

## Historia
20 listopada 1954 papież Pius XII bullą Quoniam Christus erygował diecezję Montería. Dotychczas wierni z tych terenów należeli do archidiecezji Cartagena de Indias i do wikariatu apostolskiego San Jorge (obecnie diecezja Montelíbano).

Mapa diecezji

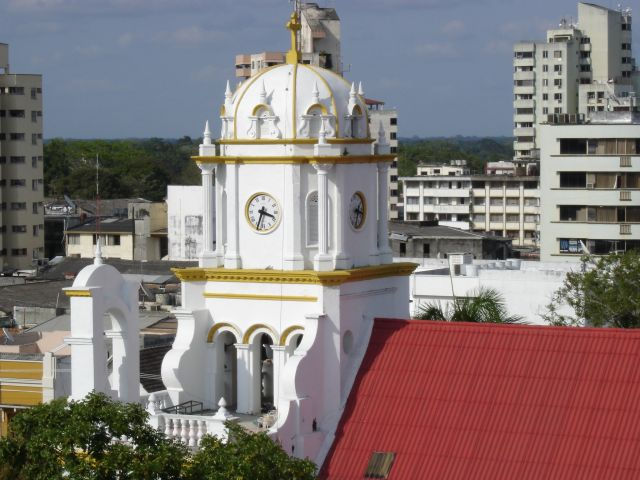
Katedra św. Hieronima w Montería

## Biskupi
- Rubén Isaza Restrepo (1956 - 1959) następnie mianowany biskupem Ibagué
- José de Jesús Pimiento Rodriguez (1959 - 1964) następnie mianowany biskupem Garzón-Neivy
- Miguel Antonio Medina y Medina (1964 - 1972)
- Samuel Silverio Buitrago Trujillo CM (1972 - 1976) następnie mianowany arcybiskupem popayáńskim
- Carlos José Ruiseco Vieira (1977 - 1983) następnie mianowany arcybiskupem Cartageny de Indias
- Ramón Darío Molina Jaramillo OFM (1984 - 2001) następnie mianowany biskupem Neivy
- Julio César Vidal Ortiz (2001 - 2011) następnie mianowany biskupem Cúcuty
- Ramón Alberto Rolón Güepsa (2012 - 2025) następnie mianowany biskupem Chiquinquirá